# Hovs socken, Östergötland
Hovs socken i Östergötland ingick i Göstrings härad (före 1892 även del i Dals härad och Aska härad), ingår sedan 1980 i Vadstena kommun och motsvarar från 2016 Hovs distrikt.
Socknens areal är 30,05 kvadratkilometer, varav 24,07 land. År 2000 fanns här 226 invånare. Kyrkbyn Hov med sockenkyrkan Hovs kyrka ligger i denna socken. 

## Administrativ historik
Hovs socken har medeltida ursprung.
Före 1892 hörde delar av socken till Dals härad och Aska härad, vilka delar då överfördes till Göstrings härad. Till Dals härad hörde: 2½ mantal Sandby, 2½ mantal Säby samt Sandby utjord. Till Aska härad hörde: 2 1/4 mantal Bond-Orlunda, 3/4 Hunnerstorp och Kloster-Orlunda. 
Vid kommunreformen 1862 övergick socknens ansvar för de kyrkliga frågorna till Hovs församling och för de borgerliga frågorna till Hovs landskommun. Landskommunen inkorporerades 1952 i Folkunga landskommun, den uppgick 1971 i Vadstena kommun, övergick med denna 1974 till Motala kommun, och återfördes till den nybildade Vadstena kommun 1980. Församlingen uppgick 2006 i Vadstena församling. Fastigheten Hyngnestads skattegård 1:9 överfördes 1984 till denna socken(församling) från Väderstads socken (församling).
1 januari 2016 inrättades distriktet Hov, med samma omfattning som församlingen hade 1999/2000.  
Socknen har tillhört samma fögderier och domsagor som socknens härader.  De indelta soldaterna tillhörde  Första livgrenadjärregementet, Motala kompani och Andra livgrenadjärregementet, Skenninge kompani.

## Geografi
Hovs socken ligger öster om Tåkern till del på land som återvunnits vid sjösänkning. Socknen är bördig slättbygd.

## Fornlämningar
Kända från socknen en boplats från stenåldern samt tre gravfält från järnåldern. Sex runristningar är antecknade härifrån.

## Namnet
Namnet (1268 Huw) kommer från kyrkbyn. Namnet hof avser en större byggnad. En känd större byggnad är Hovgården, en tidigare kungsgård inom Uppsala öd.

### Fotnoter
1. 1 2  Svensk Uppslagsbok andra upplagan 1947–1955: Hov socken
2. 1 2  Harlén, Hans; Harlén Eivy (2003). Sverige från A till Ö: geografisk-historisk uppslagsbok. Stockholm: Kommentus. Libris 9337075. ISBN 91-7345-139-8
3. ↑  ”Församlingar”. Statistiska centralbyrån. https://www.scb.se/hitta-statistik/regional-statistik-och-kartor/regionala-indelningar/forsamlingar/. Läst 30 december 2022.
4. ↑  Administrativ historik för Hov socken (Klicka på församlingsposten). Källa: Nationella arkivdatabasen, Riksarkivet.
5. 1 2  Sjögren, Otto (1931). Sverige geografisk beskrivning del 2 Östergötlands, Jönköpings, Kronobergs, Kalmar och Gotlands län. Stockholm: Wahlström & Widstrand. Libris 9939
6. ↑  ”Karta över norra Göstringe härad från 1880”. Arkiverad från originalet den 13 april 2018. https://web.archive.org/web/20180413123528/https://kartavdelningen.sub.su.se/images/Ek/E/E-GostringVifolka-n/openlayers.html. Läst 13 april 2018.
7. 1 2  Nationalencyklopedin
8. ↑  Fornlämningar, Statens historiska museum: Hovs socken, Östergötland
9. ↑  Fornminnesregistret, Riksantikvarieämbetet: Hovs socken, Östergötland Fornminnen i socknen erhålls på kartan genom att skriva in sockennamn (utan "socken") i "Ange geografiskt område"
10. ↑  Mats Wahlberg, red (2003). Svenskt ortnamnslexikon. Uppsala: Institutet för språk och folkminnen. Libris 8998039. ISBN 91-7229-020-X. https://isof.diva-portal.org/smash/get/diva2:1175717/FULLTEXT02.pdf